# Infinity (Mariah Carey)
Infinity è un singolo della cantautrice statunitense Mariah Carey, pubblicato nel 2015.
Il brano, scritto da Mariah Carey con Eric Hudson, Priscilla Renea, Taylor Parks e Ilsey Juber, anticipa l'uscita della compilation #1 to Infinity.

## Tracce
Download digitale
1. Infinity – 4:01

## Video musicale
Il videoclip della canzone è stato diretto da Brett Ratner e pubblicato il 2 giugno 2015. Nel videoclip appaiono Tyson Beckford e Jussie Smollett.